# Marla Sokoloff
Pour les articles homonymes, voir Marla et Sokoloff.
Marla Sokoloff, née le 19 décembre 1980 à San Francisco (Californie), est une actrice américaine.

## Biographie
Elle commença sa carrière d'actrice en 1992, alors âgée de 12 ans, avec La Fête à la maison.
Elle joue le rôle de Lucy Hatcher dans la série The Practice : Bobby Donnell et Associés.
Elle a fait quelques apparitions dans des séries telles que La Vie à cinq, Sept à la maison, Friends, Desperate Housewives, Burn Notice, Grey's Anatomy ou encore Les Experts : Manhattan.
Elle joue beaucoup à la guitare, elle en collectionne même et écrit des partitions de musique.
En 1999, Marla a rencontré l'acteur James Franco, sur le tournage du film Dangereuse Séduction. En 2004, ils se sont séparés au bout de plus de quatre ans de relation. En mars 2013, James a révélé dans la presse qu'ils ont fait une sextape lorsqu'ils étaient toujours ensemble.
Au cinéma, elle joue le rôle de Wilma, la sœur jumelle de Jennifer Garner dans Eh mec ! Elle est où ma caisse ? et elle tient le rôle de Lisa Janusch, une pom-pom girl dans Bad Girls.
Elle joue dans les téléfilms : Les Amoureux de Noël, La Jeune fille aux fleurs et Noël sans cadeaux. 
Depuis 2004, Marla est la compagne du musicien Alec Puro. Après s'être fiancés en octobre 2008, ils se sont mariés le 7 novembre 2009. Le 8 février 2012, elle a donné naissance à leur premier enfant, une fille prénommée Elliotte Anne Puro. Le 20 octobre 2014, elle a annoncé qu'elle attendait son deuxième enfant.Le 13 mars 2015, elle donne naissance à une deuxième petite fille prénommée Olive Mae Puro. Le 13 octobre 2021, elle a annoncé qu'elle attendait son troisième enfant, une fille pour début 2022. Le 6 février 2022, elle donne naissance à une troisième petite fille prénommée Harper Bea Puro.

## Filmographie

### Cinéma
- 1995 : Le club des baby-sitters (The Baby-Sitters Club) : Margarite Mason
- 1996 : Enquête sous contrôle (True Crime) : Vicki Giordano
- 1998 : Le Défi (en) (The Climb) : Leslie Himes
- 2000 : Dangereuse Séduction : Maggie
- 2000 : Eh mec ! Elle est où ma caisse ? (Dude, Where's My Car?) : Wilma
- 2001 : Bad Girls (Sugar and Spice) : Lisa Janusch
- 2004 : Home of Phobia : Marjorie
- 2004 : Love on the Side : Eve Stuckley
- 2004 : The Tollbooth : Sarabeth Cohen
- 2005 : Crazylove : Ruth Mayer
- 2009 : Play the Game (en) : Julie Larabee

### Télévision

#### Téléfilm
- 1995 : Un vendredi de folie (Freaky Friday) : Rachel French
- 2003 : Consentements volés (A Date with Darkness: The Trial and Capture of Andrew Luster) : Connie
- 2005 : Les Amoureux de Noël (Christmas in Boston) : Gina
- 2009 : Meteor : Le Chemin de la destruction (Meteor : Path to Destruction) : Imogene O'Neil (téléfilm en deux parties)
- 2009 : Croqueuse d'hommes (Maneater) : Jennifer Ellenbach (téléfilm en deux parties)
- 2009 : La Jeune fille aux fleurs (Flower Girl) : Laurel Haverford
- 2010 : Noël sans cadeaux (Gift of the Magi) : Della Young
- 2011 : Les Terres de Wendy (The Chateau Meroux) : Wendy
- 2011 : Au cœur de l'amour (Scents and Sensibility) : Marianne Dashwood
- 2012 : Une seconde chance pour Noël (A Christmas Wedding Date) : Rebecca Wesley
- 2016 : Un été à New York (Summer in the City) : Mindy
- 2019 : Sur un air de Noël (The Road Home for Christmas) : Lindsey Scott

#### Série télévisée
- 1993 : Incorrigible Cory (Boy Meets World) : Paige (saison 1, épisode 4)
- 1994 : Notre belle famille (Step by Step) : Marissa (saison 3, épisode 15)
- 1994 - 1995 : La Fête à la maison (Full House) : Gia
- 1995 : Papa bricole (Home Improvement) : Paige (saison 5, épisode 6)
- 1995 - 1996 : La Vie à cinq (Party of Five) : Jody Lynch
- 1996 : Troisième planète après le Soleil (3rd Rock from the Sun) : Dina (saison 1, épisode 2)
- 1997 : Over the Top : Gwen Martin
- 1998 : Sept à la maison (7th Heaven) : Jen (saison 2, épisode 17)
- 2001 : Les Nuits de l'étrange (Night Visions) : Julia (saison 1, épisode 16)
- 2001 : Strange Frequency : Darcy King (saison 1, épisode 10)
- 1998 - 2004 : The Practice : Bobby Donnell et Associés (The Practice) : Lucy Hatcher
- 2001 : Friends : Dina Tribbiani (saison 8, épisode 10)
- 2004 - 2005 : Desperate Housewives : Claire (saison 1, épisodes 9 à 11)
- 2006 : Modern Men : Molly Clark (saison 1, épisodes 1, 4 et 5)
- 2006 - 2007 : Big Day : Alice
- 2008 : Burn Notice : Mélanie Blake (saison 2, épisode 12)
- 2009 : Drop Dead Diva : Mia Reynolds (saison 1, épisode 8)
- 2011 : Les Experts : Manhattan (CSI NY) : Abigail West (saison 7, épisode 13)
- 2013 : Melissa & Joey : Dr Chelsea Mullins (saison 3, épisode 4)
- 2014 : Mind Games : Lane Landis (saison 1, épisode 6)
- 2014 : The Fosters : Danielle « Dani » Kirkland (11 épisodes)
- 2015 : Grey's Anatomy : Glenda Castillo (saison 11, épisodes 13 et 14)
- 2015 : Hot in Cleveland : Chloé (saison 6, épisode 19)
- 2016 - 2019 : La Fête à la maison : 20 ans après (Fuller House) : Gia Mahan (10 épisodes)